# Mahawu
Der Mahawu ist ein 1.324 Meter hoher Stratovulkan auf der indonesischen Insel Sulawesi. Er liegt direkt östlich des Vulkans Lokon-Empung in der Provinz Sulawesi Utara. Der Vulkan besitzt einen 180 m breiten und 140 m tiefen Krater mit zwei pyroklastischen Kegeln in den Nordflanken. Eine kleine explosive Eruption wurde 1789 registriert. Die letzte Eruption wurde 1977 beobachtet. 1994 wurden Fumarolen, Schlammtöpfe und Aktivitäten eines kleinen Geysirs am grünlichen Rand des Kratersees beobachtet.